# (224831) Neeffisis
(224831) Neeffisis ist ein Asteroid des inneren Hauptgürtels, der sich zwischen Mars und Jupiter befindet.
Er wurde am 27. November 2006 von den deutschen Amateurastronomen Rainer Kling und Erwin Schwab von der Hans-Ludwig-Neumann-Sternwarte (IAU-Code B01) auf dem Kleinen Feldberg im Taunus aus entdeckt. Dies war die erste Entdeckung eines Asteroiden von dieser Sternwarte.
Der Asteroid wurde am 23. September 2010 benannt aus einer Kombination der Namen von Christian Ernst Neeff (1782–1849), ein deutscher Mediziner und Physiker, und der altägyptischen Göttin Isis. Neeff war Mitgründer und erster Vorsitzender des Physikalischen Vereins – Gesellschaft für Bildung und Wissenschaft, der die Hans-Ludwig-Neumann-Sternwarte betreibt. Isis ziert das Logo des Vereins. Bereits der 1912 entdeckte (728) Leonisis wurde aus der Kombination der Namen Isis und eines Vorsitzenden (Leo Gans) des Physikalischen Vereins benannt.